# CHIPS and Science Act
CHIPS and Science Act – amerykańska ustawa federalna uchwalona przez 117. Kongres Stanów Zjednoczonych i podpisana przez prezydenta Joe Bidena 9 sierpnia 2022. Ustawa upoważnia do przyznania około 280 mld USD finansowania na rzecz wsparcia krajowych badań i produkcji półprzewodników w Stanach Zjednoczonych, na co jest przeznaczonych 52,7 mld USD.
Ustawa obejmuje 39 dolarów mld USD dotacji na produkcję układów scalonych na terenie USA, wraz z 25% ulgami podatkowymi na inwestycje w sprzęt produkcyjny i 13 miliardami dolarów miliardów dolarów na badania nad półprzewodnikami i szkolenia pracowników, których celem jest wzmocnienie odporności amerykańskiego łańcucha dostaw i przeciwdziałanie Chinom.  Ustawa obejmuje również inwestycje w wysokości 174 mld USD w cały ekosystem badań sektora publicznego w dziedzinie nauki i technologii, rozwijając załogowe loty kosmiczne, komputery kwantowe, materiałoznawstwo, biotechnologię, fizykę eksperymentalną, bezpieczeństwo badań, kwestie społeczne i etyczne, rozwój siły roboczej i różnorodność w NASA, NSF, DOE, EDA i NIST.
Do marca 2024 ustawa przyczyniła się do realizacji pomiędzy 25–50 odrębnych projektów, przy łącznych przewidywanych inwestycjach wynoszących 160–200 mld dolarów i utworzeniu 25 000–45 000 nowych miejsc pracy. Jednakże projekty te napotykają opóźnienia w otrzymywaniu dotacji z powodu przeszkód biurokratycznych i niedoboru wykwalifikowanych pracowników, zarówno na etapie budowy, jak i po zakończeniu, na etapie operacyjnym/produkcyjnym, gdzie 40% stałych nowych pracowników będzie musiało posiadać dwuletnie wykształcenie techniczne, a 60% czteroletnie wykształcenie inżynierskie lub wyższe. Ponadto Kongres rutynowo zawierał szereg umów o finansowaniu, które doprowadziły do niedofinansowania kluczowych postanowień ustawy dotyczących podstawowych badań naukowych o dziesiątki miliardów dolarów.

## Odbiór

### Krytyka
Projekt ustawy został skrytykowany przez lidera Partii Republikańskiej w Izbie Reprezentantów Kevina McCarthy’ego i senatora Berniego Sandersa. Chiny lobbowały przeciwko ustawie i krytykowały ją, twierdząc, że przypomina ona mentalność z czasów zimnej wojny.

### Obawy dotyczące protekcjonizmu
Sarah Kreps i Paul Timmers w artykule dla Brookings Institution z 20 grudnia 2022 wyrazili obawy dotyczące protekcjonistycznych przepisów ustawy CHIPS and Science Act oraz ryzyka wyścigu o dotacje z UE, która zaproponowała własny europejski akt w sprawie czipów w 2022 r.

## Wpływ

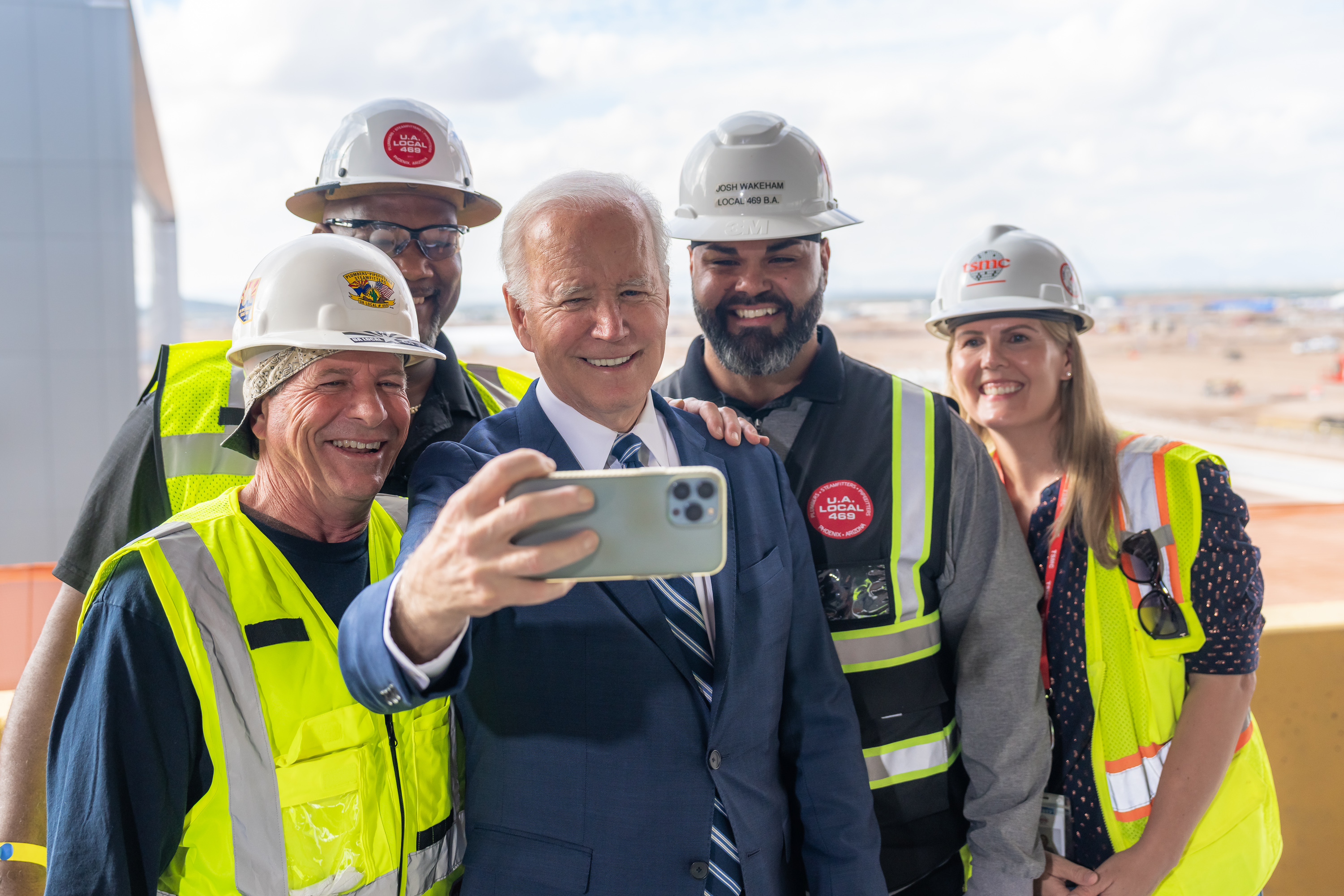
Prezydent Biden robiący selfie z pracownikami budującymi zakład TSMC w Arizonie, grudzień 2022

### Ogłoszenia projektu
Wiele firm i dostawców ekosystemów ogłosiło plany inwestycyjne od maja 2020, kiedy to TSMC ogłosiło, że zbuduje fabrykę w Arizonie, która po zakończeniu budowy rozpocznie produkcję układów Apple w 2025.
Należą do nich:
- W lipcu 2021 GlobalFoundries ogłosiła plany budowy nowej fabryki o wartości 1 mld USD w północnej części stanu Nowy Jork[21].
- W listopadzie 2021 Samsung ogłosił plany zbudowania fabryki o wartości 17 mln dolarów i rozpocznie działalność w drugiej połowie 2024 roku[22].
- W styczniu 2022 Intel ogłosił inwestycję o wartości 20 mld USD w stanie Ohio, z planami wzrostu wartości inwestycji do 100 mld w docelowo ośmiu zakładach produkcyjnych[23].
- W maju 2022 Texas Instruments rozpoczął budowę nowych zakładów w kwocie 30 mld USD produkujących wafle krzemowe o średnicy 300 mm w Sherman w Teksasie[24].

Po uchwaleniu ustawy:
- W grudniu 2022 TSMC ogłosiło otwarcie drugiej fabryki chipów w Arizonie, zwiększając swoje inwestycje w tym stanie z 12 mld USD do 40 mld USD[25]. Wówczas przedstawiciele firmy stwierdzili, że koszty budowy w USA są cztery do pięciu razy wyższe niż na Tajwanie (ze względu na rzekomo wyższe koszty pracy, biurokracji i szkoleń) oraz że mają trudności ze znalezieniem wykwalifikowanego personelu (w związku z tym niektórzy pracownicy z USA zostali wysłani na szkolenie na Tajwan trwające 12–18 miesięcy), więc wyprodukowanie chipa TSMC w Stanach Zjednoczonych będzie kosztować co najmniej o 50% więcej niż na Tajwanie[26][27]. Zgłoszono również, że projekt napotkał na znaczne opóźnienia z powodu rutynowego kradzieży wynagrodzeń przez TSMC i niezatrudniania podwykonawców zrzeszonych w związkach zawodowych do prawidłowego wykonywania prac związanych z układaniem rur i innych prac budowlanych, a także z powodu innych problemów[28], takich jak wstrzymanie niezbędnych szkoleń zawodowych[29]; podczas gdy w styczniu 2024 r. TSMC poinformowało, że opóźniło otwarcie z 2026 r. na 2028 r., aby ocenić zmieniające się podejście administracji Bidena do ulg podatkowych[30], w kwietniu 2024 r. wielu pracowników TSMC, w tym stażyści, również potwierdziło głębokie różnice kulturowe w miejscu pracy między inżynierami tajwańskimi i amerykańskimi jako kluczowy czynnik tych opóźnień[31].
- W lutym 2023 Texas Instruments ogłosiła inwestycję w wysokości 11 mld USD w nową fabrykę wafli 300 mm w Lehi w stanie Utah[32].

Po pierwszej rocznicy obowiązywania ustawy ogłoszono następujące projekty:
- W marcu 2024 Intel ogłosił, że otrzymał 8,5 mld dolarów z ustawy na budowę czterech nowych, wysoce zaawansowanych fabryk półprzewodników w Chandler w Arizonie i New Albany w Ohio, a także na modernizację zakładów w Hillsboro w Oregonie i Rio Rancho w Nowym Meksyku[33][34].
- W styczniu 2025 Departament Handlu ogłosił na mocy ustawy przyznanie firmie Hemlock Semiconductor 325 mln USD na pomoc w budowie nowej fabryki polikrzemu w Hemlock w stanie Michigan[35].

## Dalszy rozwój
Donald Trump podczas przemówienia inauguracyjnego do Kongresu w 2025 zaproponował zniesienie aktu argumentując faktem, że państwo nie powinno ingerować w gospodarkę.